# Erlebacher's
Erlebacher's was een speciaalzaak voor damesmode die gevestigd was in Washington D.C.

## Geschiedenis
De winkel opende op 14 oktober 1907 op F Street NW 1222, als G. Erlebacher. De eigenaren, Gustav Erlbacher en zijn vrouw, waren inkopers voor de Hecht Company in Baltimore voordat ze de winkel in Washington openden. 
In 1914 verhuisde de winkel naar F Street NW 1210. Gustav Erlbacher overleed in 1924. In 1934 hertrouwde de weduwe Erlbacher met David Frank. In 1938 verkochten ze de winkel aan Jules Winkelman. In 1949 opende Erlebacher's een nieuwe winkel op Connecticut Avenue NW 1133, op de hoek met Desales Street. De vestiging aan F Street sloot in 1953. 
In 1970 werd de winkel verkocht aan Jacob Epstein Katz en een jaar later verhuisde Erlebacher's naar een nieuwe locatie op Wisconsin Avenue 5512 in Friendship Heights, Maryland. Op de oude locatie vestigde Raleigh zich. De locatie in Friendship Heights met een oppervlakte van 930 m² was innovatief omdat het een aantal speciaalzaken, waaronder Jandel Furs, Pampillonia Jewelers en I. Miller Shoes onderdak bood. De locatie stond ook bekend als de Holdai Inn Plaza shopping mall. 
De winkel werd landelijk bekend toen Jacqueline Bouvier er een groot deel van haar uitzet kocht voor haar huwelijk met John Fitzgerald Kennedy. Begin jaren 1970 kreeg de winkel veel publiciteit toen het in het tijdschrift Time werd vermeld vanwege de innovatieve presentaties in etalages van Time-portretten van beroemde first lady's en Amerikaanse vrouwen die eerder in dat tijdschrift hadden gestaan. Dit was de idee van de toenmalige winkeleigenaar Jacob E. (Buddy) Katz. 
In 1972 werd Erlebacher's gekocht door Sara Fredericks, Inc. uit New York. In 1974 werd de winkel uiteindelijk gesloten.